# Outback

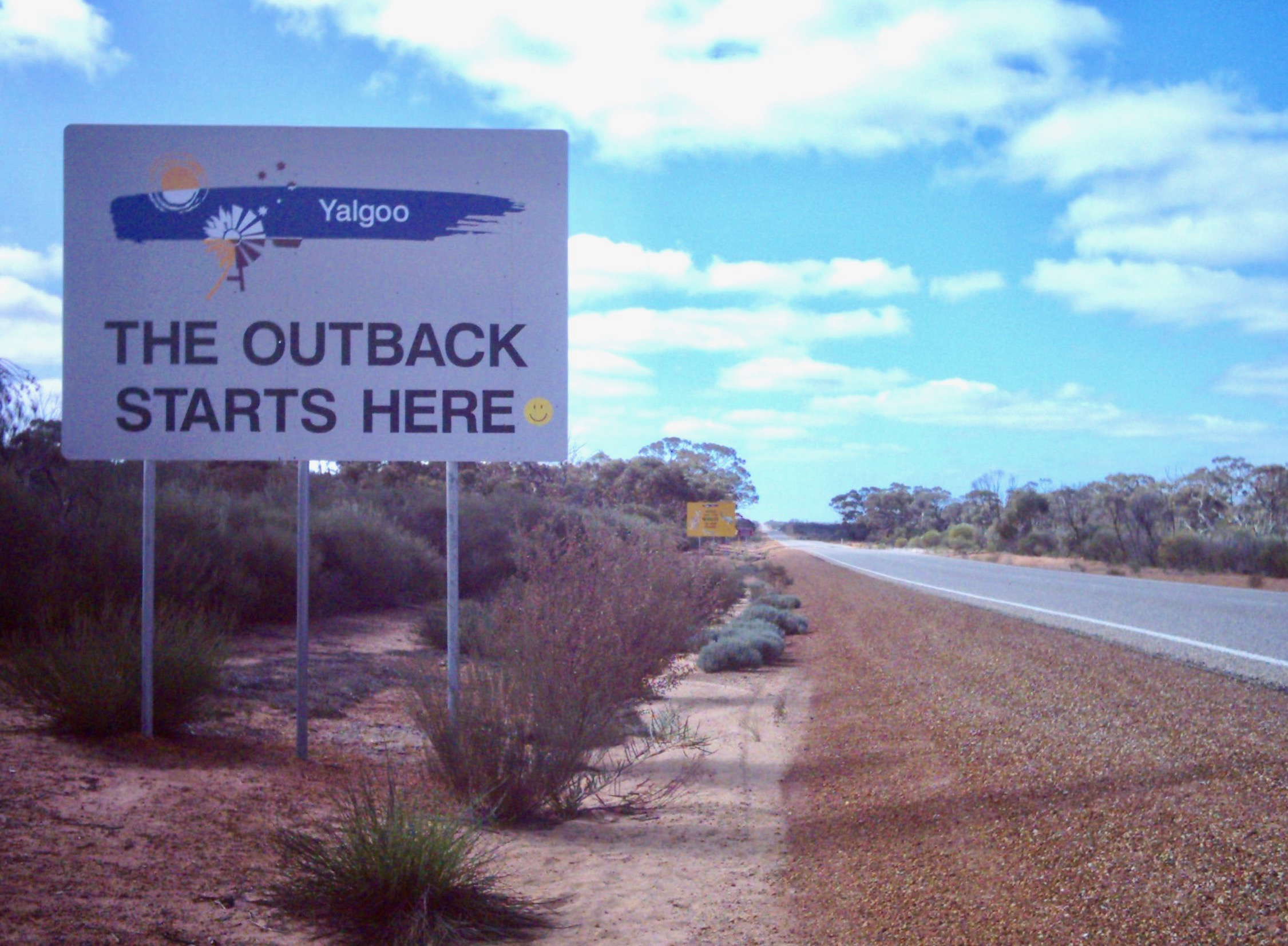
Cartello con l'indicazione "Qui comincia l'Outback"; contea di Yalgoo, Australia Occidentale

Il termine outback si riferisce, in modo generico, alle semi-desertiche e più remote aree interne del continente australiano. L'outback viene anche indicato con espressioni come "il cuore rosso dell'Australia", o "il centro rosso" (the Red Centre), a causa del terreno ricco di ferro e quindi di colore rossiccio. Per il 90%, la Terra Australis non è coltivabile a causa proprio dell'aridità del terreno tipico dell'outback. Nonostante questo, nel sottosuolo australiano sono presenti moltissime falde acquifere.
Nonostante alcuni avvisi segnaletici, pensati per i turisti, fingano di indicarne l'inizio o la fine, l'outback non ha confini ben precisi ed è una regione ideale, più che geografica.
Per gli australiani, esso inizia oltre il Bush, l'entroterra caratterizzato da vegetazione arbustiva, e il Black Stump, il "ceppo" o "paletto nero", che nel folklore australiano indica la fine della civiltà; sostanzialmente si tratta di un luogo "molto lontano".
Espressioni analoghe ad outback, talvolta usate come sinonimi, sono Back of Beyond ("dietro l'oltre"), Back O'Bourke, un finto antroponimo assonante con altre denominazioni, e the Never-Never ("il mai-mai"). L'outback è anche l'ambientazione di alcuni film australiani come La generazione rubata, Wolf Creek, Wolf Creek 2, Australia e Tre uomini e una bara.